# النباهي (بعدان)

تعديل مصدري - تعديل

النباهي هي إحدى قرى عزلة الدعيس بمديرية بعدان التابعة لمحافظة إب، بلغ تعداد سكانها 152 نسمة حسب تعداد اليمن لعام 2004.